# Käthe Kraussová
Katharina „Käthe“ Anna Kraussová (29. listopadu 1906 – 9. ledna 1970) byla německá atletka, která získala tři zlaté medaile na Světových hrách žen v roce 1934 v Londýně a bronzovou medaili na 100 metrů na Olympijských hrách 1936 v Berlíně, kde byla také v německé štafetě na 4 × 100 m. Na mistrovství Evropy v atletice ve Vídni v roce 1938 získala 2 stříbrné medaile a jednu zlatou medaili ve štafetě 4 × 100 m.